# خانه شکوفه توبی
خانه شکوفه توبی (نام علمی: Cerianthus filiformis) نام یک گونه از سرده خانه‌شکوفه است.